# メガトンをメガワットに計画
メガトンをメガワットに計画（メガトンをメガワットにけいかく, 英語:Megatons to Megawatts Program）とは、1993年から2013年までの20年間実施された、アメリカ合衆国がロシア連邦から核兵器由来の濃縮ウランを買い受け、商用原子力発電所の燃料に転用するという計画である。この計画に基づき、核弾頭2万個分に相当する兵器級高濃縮ウランが消費された。

## 背景
ソビエト連邦は冷戦期に大量の核兵器を開発し備蓄したが、冷戦の終結によってそれらの核兵器の備蓄量は国防上の必要を越えたものとなった。1990年前後からソ連の国力に衰えが見え始めると、不正な持ち出しや盗難、技術者の流出などによる核拡散は国際的な安全保障上の重大な懸念材料となった。また、ソ連邦諸国に由来するとみられるウランの価格の低さはウランの国際的な価格の下落を引き起こしており、アメリカ合衆国では不当廉売とみなされ1992年から規制が始まった。
1991年、ソ連とアメリカの間で第一次戦略兵器削減条約が結ばれた。条約の運用に関してワシントンで開かれた1992年10月の協議に参席していたマサチューセッツ工科大学の原子力物理学者トーマス・L・ネフは、ソ連が核軍縮を推進するにあたって直面している困難の一つに予算の不足があることを知り、アメリカがソ連の核兵器を核燃料として買い受けるという解法があることに気がついた。ネフはこの着想をニューヨーク・タイムズ紙上で提案し、安全保障問題を解決すると同時にウラン市場をコントロールすることが可能であると主張した。その一方で、協議の休憩時間にソ連原子力省長官ヴィクトル・ミハイロフと接触し、自身の提案が実現する可能性を探った。ミハイロフはネフの提案を積極的に支持した。

## 協定と計画
ネフの提案はアメリカでは反発を受けたが、ソ連政府はこれを正式なルートを通じてアメリカ政府に申し入れた。二国間で協議が行われ、ソ連の崩壊を経た1993年2月18日、米露高濃縮ウラン協定として合意に至った。対話を目的としてうたうこの協定は、執行者として政府機関の代理人を立てることを求めるものであったため、アメリカ側は米国濃縮社（略称:USEC、後の Centrus Energy）を、ロシア側はテクスナブエクスポルト社（略称:TENEX）をそれぞれ執行事業者に指名し、要件ごとに二社間で結ばれた個別契約群をもって実行計画「メガトンをメガワットに」が組み立てられた。
この実行計画の名称と主旨は聖句「剣を鋤に」を想起させるものである。その目的上、ロシアが売却する濃縮ウランが核兵器に由来するものであるかどうか、アメリカが購入した濃縮ウランが正しく平和的に再利用されているか、その確実な実行と透明性を担保するための取り決めが必要とされた。
核兵器から取り出された兵器級濃縮ウランはウラン235濃度が90%以上ある。これの平和的利用を確実にするため、ウラン濃度の希釈（ダウンブレンディング）はまずロシア国内の原子力施設で行われることになった。当初ネフは核兵器としての再利用が不可能な程度に希釈すればよいと考えていたが、ロシアとしては技術者の雇用を維持することも念頭にあったため、原子力発電所の燃料として一般的な濃度である5%まで希釈することを主張し、これが認められた。この低濃縮ウランをアメリカ国内で核燃料に加工し、電力会社に売却するという流れが組み立てられた。
1995年、メガトンをメガワットに計画に基づいた濃縮ウランの出荷が始まった。しかしここで決済にまつわる問題が発生した。財政上の不安が存在したロシア側にとってすみやかな支払いが行われることが必要だったが、アメリカで1992年から実施されていたダンピング規制が障害となった。一時はロシア側から計画の実行を絶望視する声もあがったが、解決策として提示された、ウランの希釈にかかる役務費と原料費を分離して算出し、役務にかかる費用は継続的に支払い、原料費はUSECの在庫から同等の天然ウランをロシア側に移管して清算するという方針で合意に至った。国家間レベルの調整の後、ロシアは移管された天然ウランをアメリカ以外の国々に売却することができるようになった。
計画終了前年の2012年6月25日、アメリカのバラク・オバマ大統領は、核兵器由来の高濃縮ウランの処分に関するロシア政府の資産を凍結する大統領令を発した。オバマの真意は不透明であるが、メガトンをメガワットに計画の延長に応じるようロシアに圧力をかけようとしたものと一部有識者には考えられている。USECとTENEXとの間には計画終了後の濃縮ウラン供給にかかる契約が取り交わされたが、メガトンをメガワットに計画そのものは2013年12月をもって終了した。計画終了後に両社間で売買されている低濃縮ウランの原料として核兵器級高濃縮ウランを用いる理由は失われている。

## 功罪
メガトンをメガワットに計画は2013年12月に満了した。当初の計画通り、ロシアが保有する500トンの核兵器級高濃縮ウランが14,000トン超の低濃縮ウランに希釈され、アメリカの商用原子力発電所の燃料となった。核弾頭換算で約2万個に相当する核兵器級高濃縮ウランが消費されたことになる。計画期間中、アメリカの電力需給の10%をこの計画に由来するウラン燃料が支えた。
この計画が核拡散の防止に一定の成果を上げたことは広く認められている。オバマ大統領を議長とするアメリカ合衆国国家安全保障会議は、2013年の計画終了時に発表した声明の中で「歴史上もっとも成功した核非拡散計画の一つ」と述べた。2017年、ロシアのウラジーミル・プーチン大統領も、ロシアの正当さを主張しつつアメリカの対ロシア政策の不当さを訴える文脈においてではあったものの、「歴史上もっとも効果を上げた核非拡散計画の一つ」と評価している。計画の提案以降も第三者の立場から調整役を務めたトーマス・L・ネフには、1997年、物理学をもって社会に貢献した人物に与えられるレオ・シラード賞が送られた。
メガトンをメガワットに計画はソ連崩壊後のロシアの原子力産業にとって中心的な活動となった。この計画によってロシアに流入した資金は原子力産業を保護し、技術者の流出を防止した。他方、低価格に設定されたメガトンをメガワットに計画由来のウラン燃料は競合者である西側諸国のウラン採掘業者の経営を圧迫し、その結果ロシアの原子力産業は世界市場において大きな存在感を示すようになった。2022年時点で濃縮ウランの世界的シェアの50%はロシアが占めている。
2022年のロシアによるウクライナ侵攻に際して発動された国際的な経済制裁によって石油と天然ガスの供給に混乱が生じる中、それらに代わるエネルギー源として原子力発電が再評価された。しかしその燃料である濃縮ウランはロシアに大きく依存しており、規制が加えられずにいるものの一つである。